# Вледень (комуна, Ясси)
Вледень, Вледені (рум. Vlădeni) — комуна у повіті Ясси в Румунії. До складу комуни входять такі села (дані про населення за 2002 рік):
- Александру-чел-Бун (570 осіб)
- Борша (912 осіб)
- Броштень (441 особа)
- Вилчелеле (464 особи)
- Вледень (1871 особа) — адміністративний центр комуни
- Якобень (290 осіб)

Комуна розташована на відстані 344 км на північ від Бухареста, 34 км на північний захід від Ясс.

## Населення
За даними перепису населення 2002 року у комуні проживали 4548 осіб. Усі жителі комуни рідною мовою назвали румунську.
Національний склад населення комуни:
| Національність | Кількість осіб | Відсоток |
| -------------- | -------------- | -------- |
| румуни         | 4546           | > 99,9%  |
| угорці         | 1              | < 0,1%   |

Склад населення комуни за віросповіданням:
| Релігія       | Кількість осіб | Відсоток |
| ------------- | -------------- | -------- |
| православні   | 4514           | 99,3%    |
| римо-католики | 19             | 0,4%     |
| адвентисти    | 6              | 0,1%     |
| бретрени      | 3              | 0,1%     |
| п'ятдесятники | 1              | < 0,1%   |

## Зовнішні посилання
- Дані про комуну Вледень на сайті Ghidul Primăriilor